# Cynopoecilus nigrovittatus
 Cynopoecilus nigrovittatus és un peix de la família dels rivúlids i de l'ordre dels ciprinodontiformes.

## Morfologia
Els mascles poden assolir els 4,4 cm de longitud total i les femelles els 2,93.

## Distribució geogràfica
Es troba a Sud-amèrica: Brasil.